# Freddy Eugen
Freddy Eugen (Copenhaguen, 4 de febrer de 1941 - ?, 8 de juny de 2018) va ser un ciclista danès, que fou professional entre 1961 i 1969. Va destacar sobretot amb el ciclisme en pista, on va aconseguir 9 victòries en curses de sis dies i dues medalles al Campionat d'Europa de madison. En ruta el seu principal èxit fou la victòria d'etapa a la Volta a Suïssa de 1963.

## Palmarès en pista
- 1961
  -  Campió de Dinamarca de persecució
- 1963
  - 1r als Sis dies de Münster (amb Palle Lykke)
- 1965
  - 1r als Sis dies de Münster (amb Palle Lykke)
  - 1r als Sis dies de Mont-real (amb Leandro Faggin)
- 1966
  - 1r als Sis dies de Mont-real (amb Leandro Faggin)
- 1967
  - 1r als Sis dies de Zuric (amb Palle Lykke)
  - 1r als Sis dies de Mont-real (amb Palle Lykke)
  - 1r als Sis dies de Londres (amb Palle Lykke)
  - 1r als Sis dies d'Amsterdam (amb Palle Lykke)
- 1968
  - 1r als Sis dies de Berlín (amb Palle Lykke)

## Palmarès en ruta
- 1963
  - Vencedor d'una etapa a la Volta a Suïssa